# Pulandian
Pulandian léase Pulán-Dián (en chino, 普兰店市; pinyin, Pǔlándiàn qū) es un distrito urbano bajo la administración directa  de la  subprovincia de Dalian. Se ubica en el suroeste de la Península de Liaodong, en la provincia de Liaoning, República Popular China. Su área es de 6968  km² y su población para 2010 superó los 800 mil habitantes.

## Administración
Desde 2015 cuando Pulandian se volvió distrito, se divide en 18 pueblos administrados como subdistritos.
- - Fengrong  (丰荣街道)
  - Taiping (太平街道)
  - Tiexi (铁西街道)
  - Nanshan (南山街道)
  - Datan (大谭街道)
  - Lianshan (莲山街道)
  - Chengzitan (城子坦街道)
  - Pikou (皮口街道)
  - Yangshufang (杨树房街道)
  - Tángjiafáng (唐家房街道)
  - Dàliújia (大刘家街道)
  - Wawo (瓦窝镇)
  - Siping (四平镇)
  - Yuantai (元台镇)
  - Shuangta (双塔镇)
  - Xingtai (星台镇)
  - Shabao (沙包镇)
  - Anbo (安波镇)*
  - Tongyi (同益乡)
  - Mopan xiāng (墨盘乡)
  - Lejia (乐甲满族乡)

## Historia
El 30 de noviembre de 1991 pasó a ser ciudad-condado.

## Clima
Pulandian tiene cuatro estaciones influenciadas por el clima continental húmedo, con inviernos largos y fríos y ventosos y veranos secos, húmedos y muy cálidos. El área experimenta un retraso estacional debido a la influencia del cercano océano, lo que también ayuda a atenuar los veranos. La temperatura media  en enero es -7C, en comparación con -4C en el centro de Dalian, y en julio es de 24C. La temperatura media anual es de 9.5C. Cerca de la mitad de la precipitación anual cae en julio y agosto. El período libre de heladas es 165 a 185 días al año.
| Parámetros climáticos promedio de Pulandiá (1971–2000) | Parámetros climáticos promedio de Pulandiá (1971–2000) | Parámetros climáticos promedio de Pulandiá (1971–2000) | Parámetros climáticos promedio de Pulandiá (1971–2000) | Parámetros climáticos promedio de Pulandiá (1971–2000) | Parámetros climáticos promedio de Pulandiá (1971–2000) | Parámetros climáticos promedio de Pulandiá (1971–2000) | Parámetros climáticos promedio de Pulandiá (1971–2000) | Parámetros climáticos promedio de Pulandiá (1971–2000) | Parámetros climáticos promedio de Pulandiá (1971–2000) | Parámetros climáticos promedio de Pulandiá (1971–2000) | Parámetros climáticos promedio de Pulandiá (1971–2000) | Parámetros climáticos promedio de Pulandiá (1971–2000) | Parámetros climáticos promedio de Pulandiá (1971–2000) |
| Mes                                                    | Ene.                                                   | Feb.                                                   | Mar.                                                   | Abr.                                                   | May.                                                   | Jun.                                                   | Jul.                                                   | Ago.                                                   | Sep.                                                   | Oct.                                                   | Nov.                                                   | Dic.                                                   | Anual                                                  |
| ------------------------------------------------------ | ------------------------------------------------------ | ------------------------------------------------------ | ------------------------------------------------------ | ------------------------------------------------------ | ------------------------------------------------------ | ------------------------------------------------------ | ------------------------------------------------------ | ------------------------------------------------------ | ------------------------------------------------------ | ------------------------------------------------------ | ------------------------------------------------------ | ------------------------------------------------------ | ------------------------------------------------------ |
| Temp. máx. media (°C)                                  | −2.0                                                   | −0.7                                                   | 7.2                                                    | 16.8                                                   | 22.0                                                   | 25.9                                                   | 27.8                                                   | 28.1                                                   | 24.3                                                   | 17.3                                                   | 8.4                                                    | 1.3                                                    | 14.7                                                   |
| Temp. mín. media (°C)                                  | −11.5                                                  | −8.6                                                   | −2.7                                                   | 4.9                                                    | 11.2                                                   | 16.4                                                   | 20.4                                                   | 20.0                                                   | 13.9                                                   | 6.7                                                    | −1.1                                                   | −8.0                                                   | 5.1                                                    |
| Precipitación total (mm)                               | 5.1                                                    | 4.4                                                    | 10.4                                                   | 27.4                                                   | 46.4                                                   | 86.5                                                   | 156.4                                                  | 150.7                                                  | 65.4                                                   | 34.7                                                   | 17.6                                                   | 7.5                                                    | 612.5                                                  |
| Días de precipitaciones (≥ 0.1 mm)                     | 2.9                                                    | 2.6                                                    | 3.7                                                    | 5.6                                                    | 7.1                                                    | 9.2                                                    | 11.6                                                   | 9.9                                                    | 7.1                                                    | 6.2                                                    | 4.9                                                    | 2.7                                                    | 73.5                                                   |
| Fuente: Weather China                                  |                                                        |                                                        |                                                        |                                                        |                                                        |                                                        |                                                        |                                                        |                                                        |                                                        |                                                        |                                                        |                                                        |

## Economía
La industria básica es la agricultura, la pesca y la minería, también existen otras de menor proporción como la maquinaria y la electricidad.